# Purroy (Zaragoza)
Purroy es una localidad del municipio de Morés, en la provincia de Zaragoza. Está situado en la Comarca de Calatayud. En 2020 contaba con 23 habitantes.

## Historia
El pueblo estaba habitado mayormente por moriscos hasta su expulsión en 1610; tras la salida de estos, sólo quedaron cuatro familias, por lo que fue repoblado el pueblo con habitantes de Torralba de Calatayud (hoy Torralba de Ribota). Posteriormente fueron llegando más de otros pueblos de la zona como Saviñán y Arándiga, de donde proceden apellidos como Cabello, Langa, Lafuente etc. Dicen que en Purroy los inviernos eran duros, pero no obstante la recogida del rebollón alimentaba a todas las familias del pueblo.

## Geografía humana

### Demografía
| Gráfica de evolución demográfica de Purroy entre 1842 y 1960 |
| |
| Población de derecho según los censos de población del INE Población de hecho según los censos de población del INEEntre el censo de 1970 y el anterior, este municipio desaparece porque se integra en el municipio 50177 (Morés) |

### Transportes

#### Ferrocarril
Cuenta con un apeadero en el que efectúan parada trenes de Media Distancia operados por Renfe.

## Fiestas

### Fiestas mayores
- El 16 de agosto, en honor a San Roque.
- El 13 de diciembre, en honor de Santa Lucía.

### Romerías
Segundo sábado de mayo romería en el término de Sabiñán.

## Lugares de interés
- Iglesia parroquial está dedicada a la Virgen del Rosario.[2]

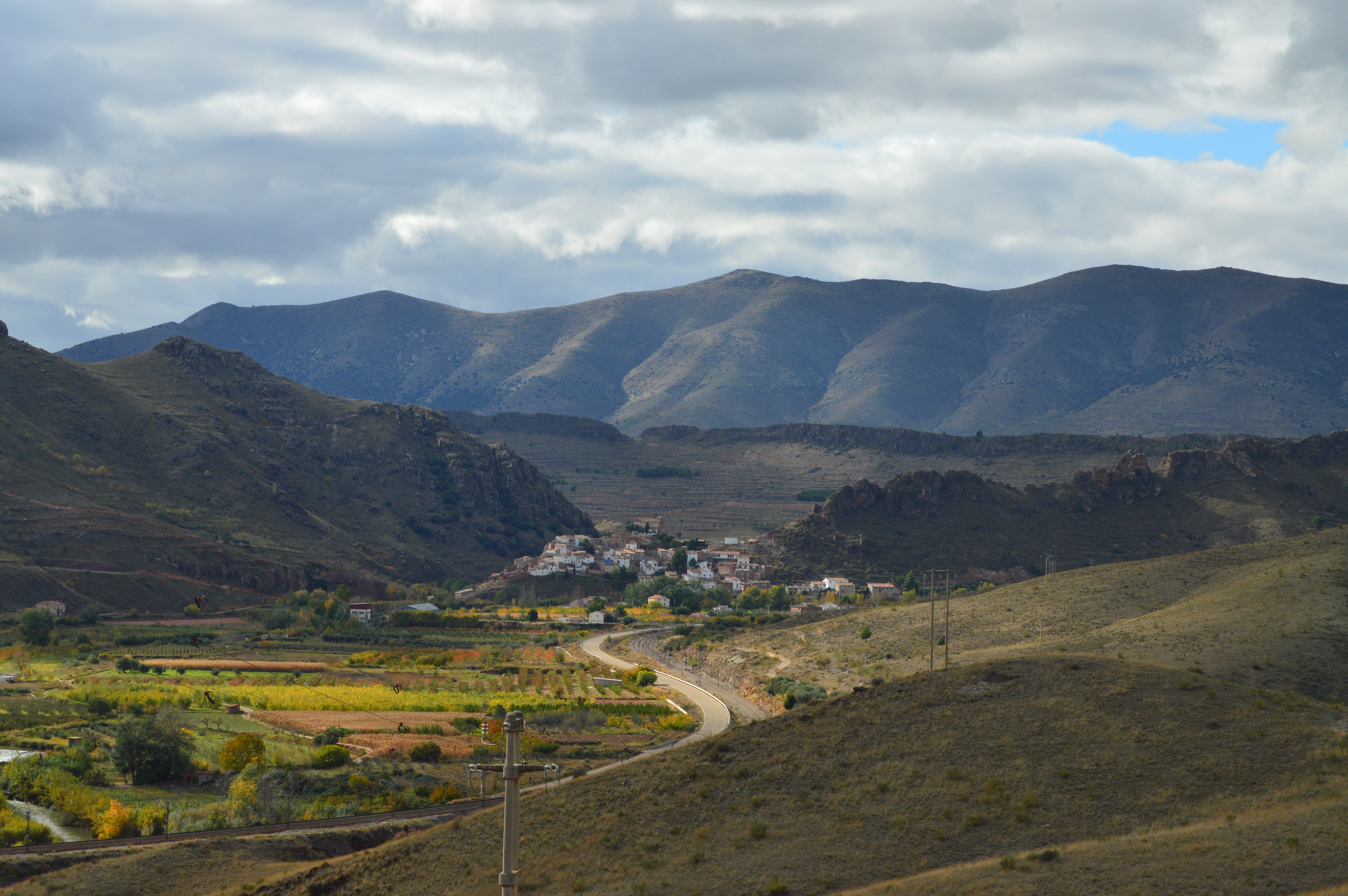
Purroy, Zaragoza

## Apellido Garza
Uno de los apellidos originarios de Purroy de Jalón es el de Garza, los familiares con este apellido se reúnen anualmente en un encuentro familiar, con la previsión de hacerlo cada vez más extensivo a las personas que se llamen Garza. El apellido Garza está muy extendido en México, al menos 20.000 personas tienen este apellido, sobre todo en el departamento de Ciudad Juárez, en México. 
En el II encuentro familiar del año 2006, GarzaDA 2006 se han reunido 60 familiares directos, en una visita cultural a la comarca del río Isuela todos ellos descendientes de Julián Garza y Bernardina Gutiérrez, oriundos de Purroy de Jalón (Zaragoza), después hubo comida familiar en La Almunia de Doña Godina en el restaurante La Bodega, con una posterior tertulia entre los asistentes. La cantidad de garzas en la zona podría dar origen al apellido.
Está previsto un encuentro de apellidos Garza a nivel regional y nacional cada dos años, y a nivel mundial cada cuatro años.